# Brachyenteron doderleiniae
Brachyenteron doderleiniae är en plattmaskart. Brachyenteron doderleiniae ingår i släktet Brachyenteron och familjen Steganodermatidae. Inga underarter finns listade i Catalogue of Life.